# Новонікольське (Світлопольський сільський округ)
Новоні́кольське (каз. Новоникольск) — село у складі Кизилжарського району Північноказахстанської області Казахстану. Входить до складу Світлопольського сільського округу.
Населення — 122 особи (2021; 213 у 2009, 331 у 1999, 405 у 1989).
Національний склад станом на 1989 рік:
- росіяни — 100 %.